# Torneo de Viena 2014
El Erste Bank Open 2014 es un torneo de tenis que se juega en canchas duras bajo techo. Es la 40.ª edición del evento conocido ese año como el Erste Bank Open, y forma parte del ATP World Tour 250 series de la ATP World Tour 2014. Se llevará a cabo en el Wiener Stadthalle en Viena, Austria, del 13 de octubre al 19 de octubre de 2014.

## Cabezas de serie
| Tenista                | Ranking | N.º |
| David Ferrer           | 5       | 1   |
| Andy Murray            | 11      | 2   |
| Feliciano López        | 21      | 3   |
| Philipp Kohlschreiber  | 23      | 4   |
| Lukáš Rosol            | 26      | 5   |
| Ivo Karlović           | 31      | 6   |
| Guillermo García-López | 38      | 7   |
| Dominic Thiem          | 39      | 8   |

### Dobles masculinos
| Tenista                           | Ranking | Preclasificada |
| Alexander Peya Bruno Soares       | 7       | 1              |
| Mariusz Fyrstenberg David Marrero | 52      | 2              |
| Marin Draganja Florin Mergea      | 56      | 3              |
| Santiago González Lukáš Rosol     | 82      | 4              |

## Campeones

### Individual Masculino
Andy Murray venció a  David Ferrer por 5–7, 6–2, 7–5

### Dobles Masculino
Jürgen Melzer /  Philipp Petzschner vencieron a  Andre Begemann /  Julian Knowle por 7–6(6), 4–6, [10-7]